# Velké národní shromáždění
Velké národní shromáždění Turecka (turecky Türkiye Büyük Millet Meclisi), obvykle označované pouze jako TBMM nebo Parlament (turecky Meclis nebo Parlamento) je turecký jednokomorový zákonodárný orgán. Shromáždění má Tureckou ústavou dané výsostné právo legislativní iniciativy. Bylo založeno v Ankaře 23. dubna 1920 během Národní kampaně. Parlament byl klíčový ve snahách Mustafy Kemala Atatürka, prvního prezidenta Turecké republiky, a jeho spolupracovníků o založení nového státu na troskách Osmanské říše.
Parlament má 600 poslanců volených na pětileté období přes proporční stranické dělení D'Hondtovou metodou, která bývá označována za zvýhodňující velké strany. V současném parlamentu je menšinová vláda Strany spravedlnosti a rozvoje (AKP) podporována poslanci za Nacionálně činnou stranu (MHP) a Stranu velké jednoty (BBP).
Zápisy parlamentu jsou překládány do čtyř jazyků – arabštiny, ruštiny, angličtiny a francouzštiny, nikoli však do kurdštiny, která je v Turecku druhým nejpočetnějším mateřským jazykem. Ačkoli fráze v kurdském jazyce povoleny být mohou, celé projevy zůstávají zakázány.